# Macrocrates australis
Macrocrates australis es una especie de coleóptero de la familia Lucanidae.

## Distribución geográfica
Habita en Brasil.